# Operation Brüder

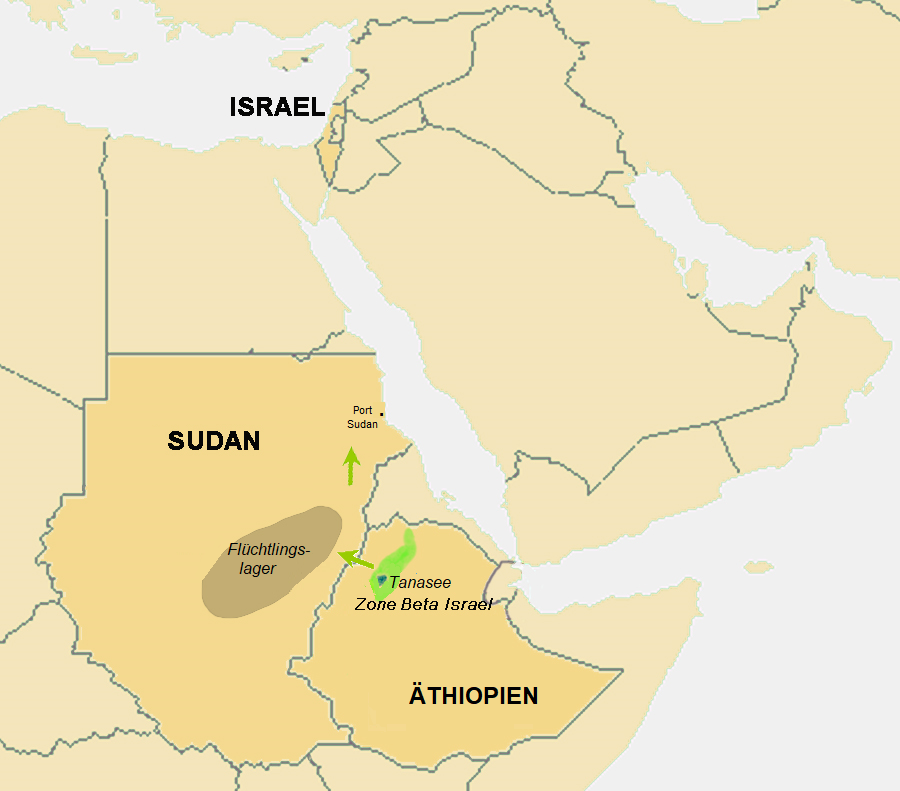
Die Evakuierung der äthiopischen Juden aus den Flüchtlingslagern im Sudan

Operation Brüder (hebräisch מבצע אחים) war der Tarnname einer geheimen Operation des israelischen Geheimdienstes Mossad im Jahre 1979 zur Rettung der Beta Israel, äthiopischer Juden, die auch Falaschen genannt wurden.

## Hintergrund
Der Sudan unterstützte verschiedene terroristische Gruppen, die terroristische Aktivitäten gegen Israel und äthiopische Juden ausführten. Die gewalttätigen Aktivitäten dieser Terrororganisationen waren einer der Gründe, warum der Mossad eine Evakuierung der äthiopischen Juden plante. Die äthiopischen Juden stammten aus den Regionen Begemder und Simien nördlich und nordöstlich des Tanasees, in den Bergen der heutigen Provinzen Amhara und Tigray. Aufgrund von Hungersnöten und politischen Unruhen verloren über 2500 Falaschen ihr Leben nach der Machtübernahme durch den prosowjetischen Militärführer Mengistu Haile Mariam im Jahr 1977.

## Durchführung
Als europäische Touristen getarnte Agenten des Mossad interessierten sich im Sudan – einem Land, das sich damals im Kriegszustand mit Israel befand – für einen ursprünglich 1972 von Italienern erbauten und dann wieder verlassenen Badeort an der Küste. Die Agenten eröffneten über eine in der Schweiz registrierte Tarnfirma ein Feriendorf für Tauchsportler namens Arous on the Sea an der Küste bei Port Sudan. Die äthiopischen Juden, die bereits zu Tausenden unter teils dramatischen Bedingungen in den Sudan geflohen waren und dem Hungertod nahe waren, wurden in Lastwagen aus den Flüchtlingscamps herausgeschmuggelt und vom neu eingerichteten Feriendorf mit Schlauchbooten zu  israelischen Schiffen gebracht. Die Evakuierung wurde zunächst von israelischen Marinekommandos von Schajetet 13 unter dem Vorwand von Nachttauchgängen für Hotelgäste durchgeführt. Später wurde eine kleine Landebahn für israelische Lockheed C-130-Transportflugzeuge („Hercules“) nahe dem Feriendorf gebaut. Mit diesen Transportflugzeugen konnten insgesamt mehrere Tausend Flüchtlinge nach Israel gebracht werden. Das Unternehmen fand vor zahlreichen Feriengästen statt, die nichts davon bemerken durften. Die sudanesische Armee entdeckte erst 1982 die geheimen Transporte.

## Weitere Operationen
Weitere Operationen zur Evakuierung äthiopischer Juden wurden im Rahmen der Operation Moses (1984–1985), der Operation Joshua (1985), auch bekannt als Operation Sheba, und durch die Operation Salomon (1991) durchgeführt. Im Jahre 1985 wurden tausende äthiopische Juden aus den Flüchtlingslagern im Sudan nach Israel ausgeflogen. Hinzu kam die Rückführung aus der Provinz Quara, die Operation Taubenflügel und die Operation Fels Israel.

## Verfilmung
Die Operation Brüder wurde 2019 im Film The Red Sea Diving Resort verfilmt. Regie führte Gideon Raff.